# Lâu đài Chillon
Lâu đài Chillon (tiếng Pháp: Château de Chillon) là một lâu đài nằm trên bờ hồ Léman cách 3 km từ Montreux, Thụy Sĩ. Lâu đài bao gồm 100 tòa nhà độc lập đã được liên kết để trở thành một khu liên hiệp thống nhất. Đây là một lâu đài được coi là một trong những thắng cảnh đẹp ở châu Âu vì vẻ đẹp nên thơ của nó nhiều du khách khi đến viếng thăm Thụy Sĩ thường tìm đến thăm lâu đài này. Chillon được liệt kê là "di tích lịch sử được ghé thăm nhiều nhất của Thụy Sĩ".

## Vị trí

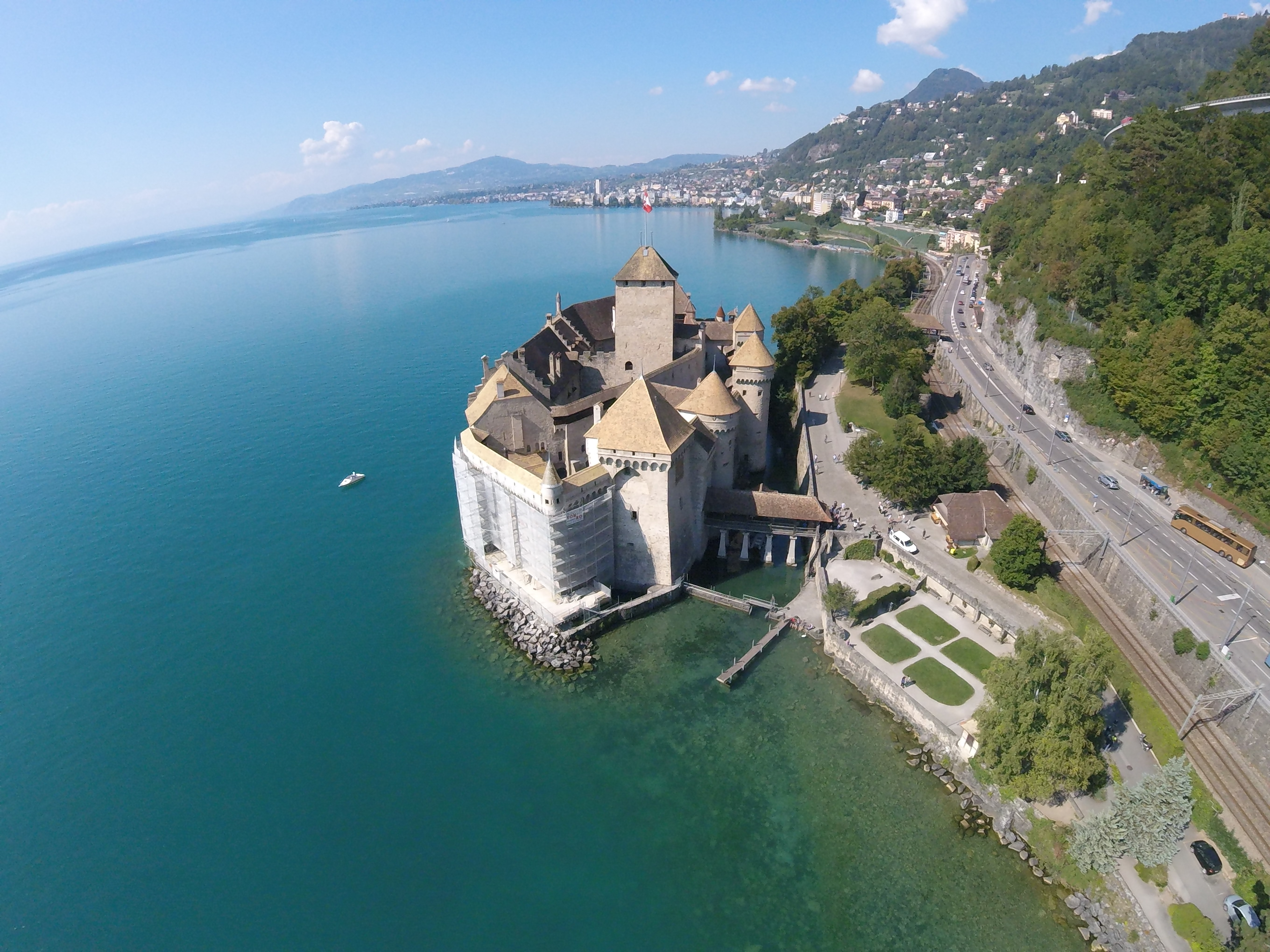
Vị trí lâu đài bên hồ Genève

Lâu đài nằm ở vùng Veytaux, thuộc Montreux, nằm trên hồ Léman, cách đất liền khoảng từ 6 tới 10m. Mục đích của việc thiết kế này nhằm tránh sự đổ bộ tấn công của kẻ địch, đường vào lâu đài, phải qua một cây cầu gỗ. Cây cầu hiện nay, chỉ được xây dựng sau khi lâu đài thuộc về tổng Vaud vào năm 1803. Thay thế cho một cây cầu được nhắc lên (bằng những sợi dây xích). Đối diện với lâu đài là dãy Préalpes, kéo dài tới đỉnh cao nhất là Mont-Blanc.

## Lịch sử
Lịch sử sau này của Chillon bị ảnh hưởng bởi ba thời kỳ chính: Thời kỳ Savoy, Thời kỳ Bernese và Thời kỳ Vaudois. Các phần lâu đời nhất của lâu đài chưa được xác định niên đại, nhưng bản ghi đầu tiên của lâu đài là vào năm 1005.
Từ giữa thế kỷ 12, lâu đài là ngôi nhà mùa hè của Bá tước nhà Savoy, người giữ một hạm đội tàu trên hồ Geneva. Sau đó lâu đài được xây lại vào thế kỷ XIII từ lâu đài cũ thế kỷ trước đó và có vai trò như một pháo đài thời trung cổ để án ngữ một trong những con đường chính qua St. Bernard, Italia và là vị trí chiến lược phòng chống các lực lượng xâm nhập bởi Pierre II của Savoie, do sự thiết kế của kiến trúc sư Pierre Mainier. Lâu đài là một quần thể 25 công trình xây dựng với gần 100 tòa nhà, dài 110m và bên rộng nhất là 50m..
Trong Chiến tranh tôn giáo thế kỷ 16, nó được sử dụng bởi các công tước xứ Savoy để giam giữ các tù nhân. Tù nhân nổi tiếng nhất của nó có lẽ là François de Bonivard, một tu sĩ Genevois, trước Thánh Victor ở Geneva và chính trị gia đã bị giam cầm ở đó vào năm 1530 đến 1536 vì bảo vệ quê hương khỏi công tước Savoy. Vào năm 1816, thi sĩ Lord Byron nhắc đến trong những bài thơ viết về tù nhân của lâu đài (1816) với sáng tác "Người tù của Chillon".

## Kiến trúc
Bên trong lâu đài có một số tác phẩm tái tạo nội thất của một số phòng chính bao gồm phòng ngủ lớn, hội trường và cửa hàng hang động. Bên trong lâu đài có bốn hội trường lớn, ba sân trong và một loạt các phòng ngủ mở cửa cho công chúng. Một trong những lâu đời nhất là Camera domini, căn phòng của Công tước Savoy, nó được trang trí bằng những bức tranh tường thời trung cổ từ thế kỷ 14.

## Thư viện ảnh

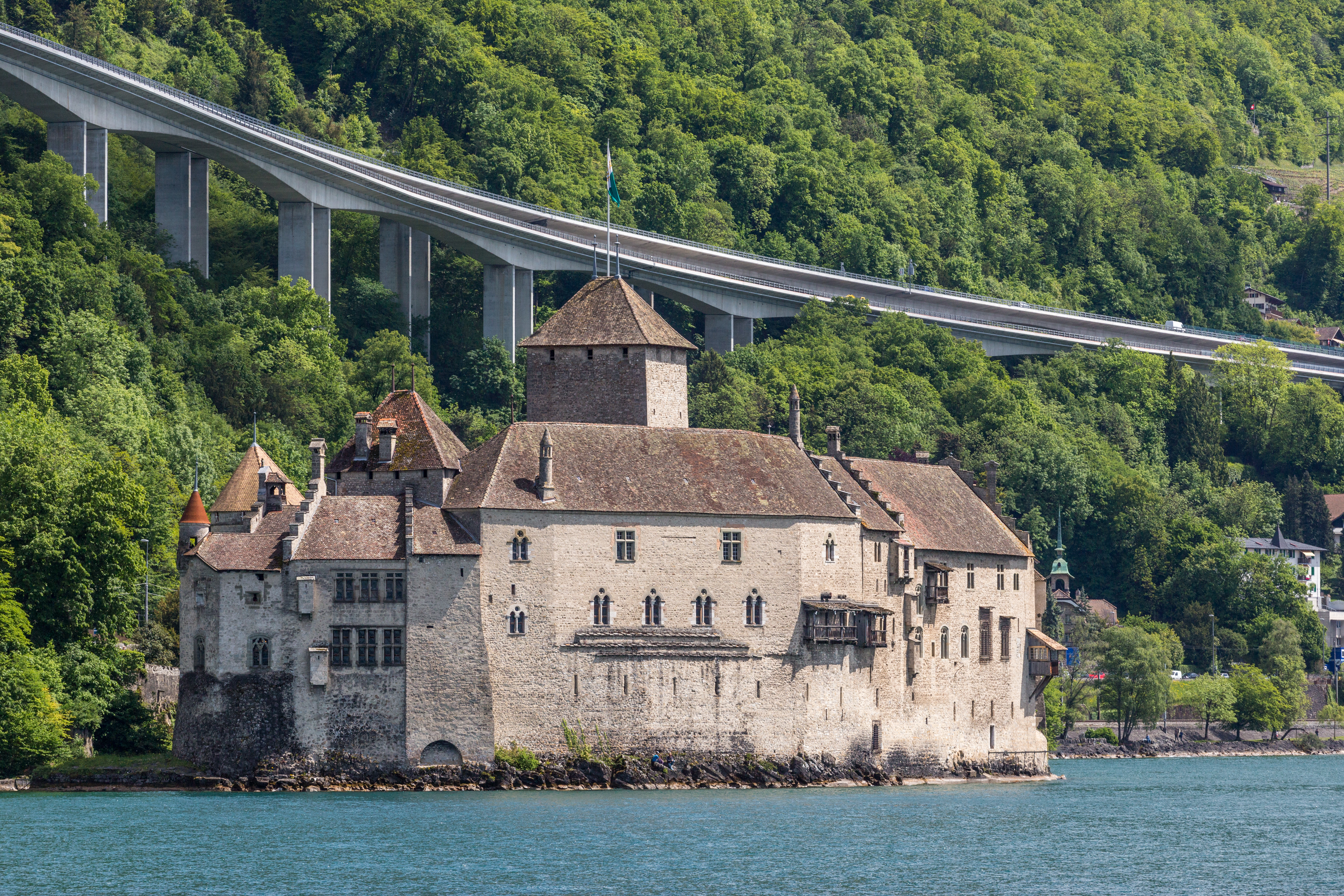
Chillon Castle and Motorway
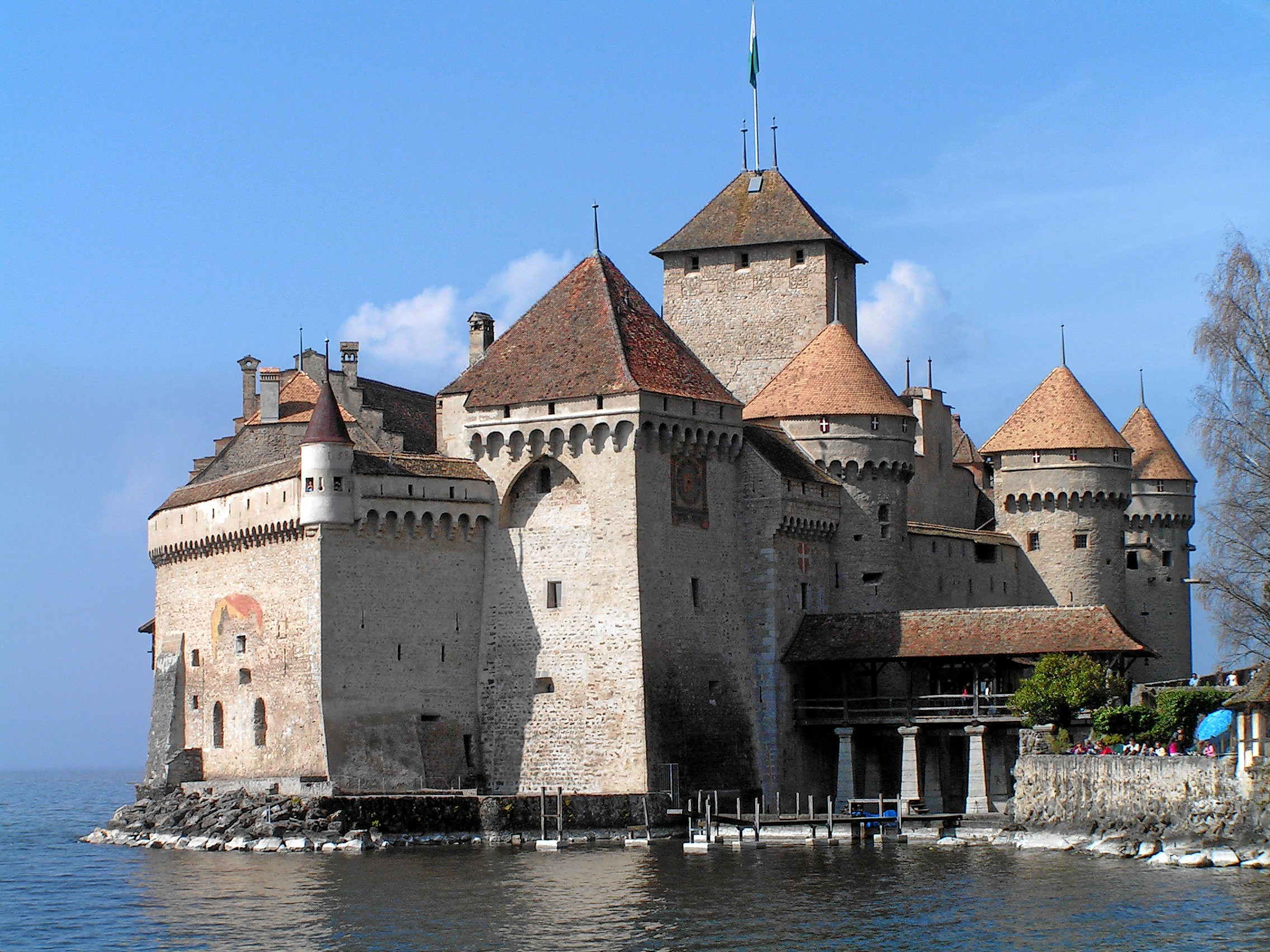
Lâu đài nhìn từ phía nam
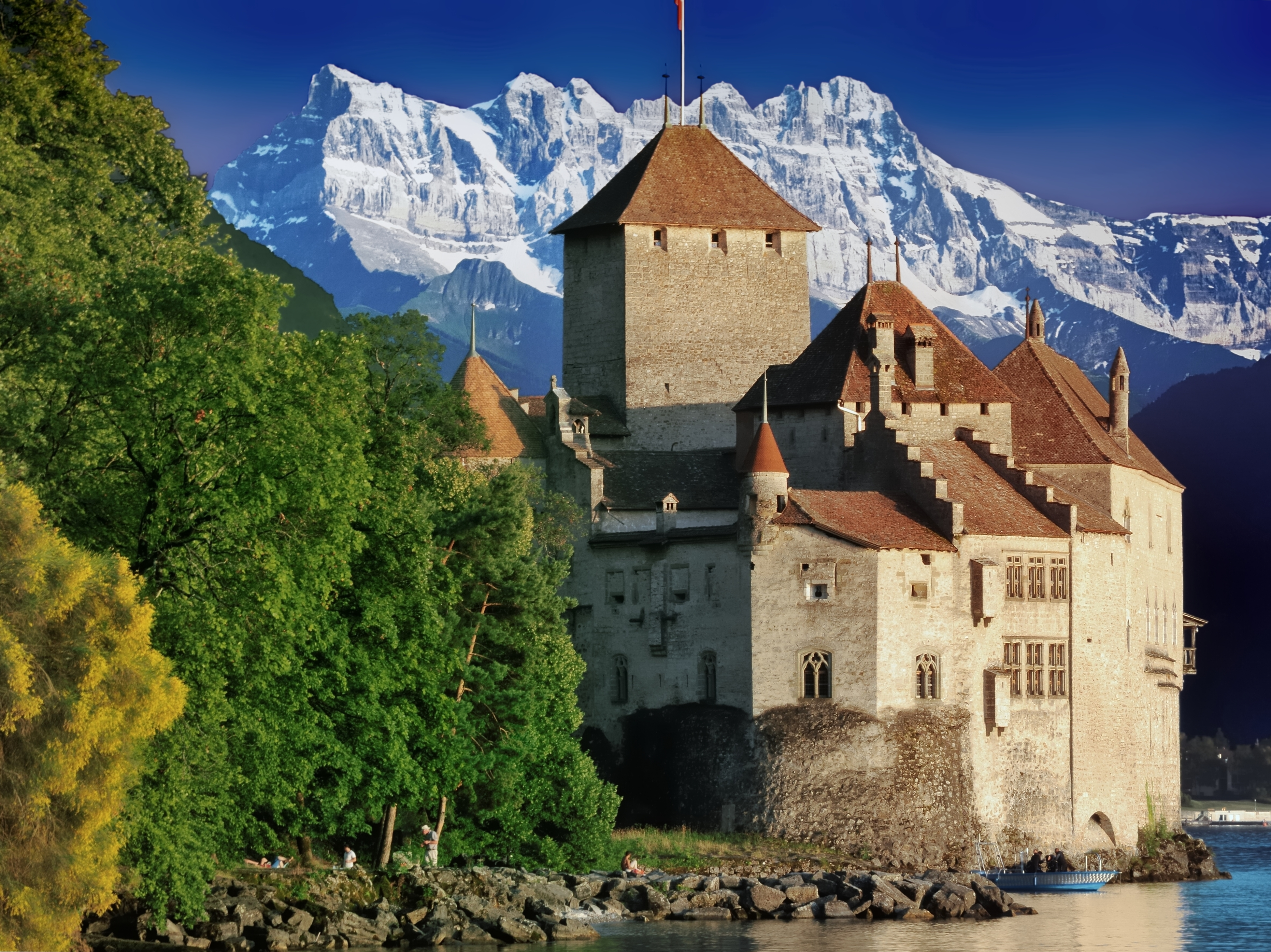
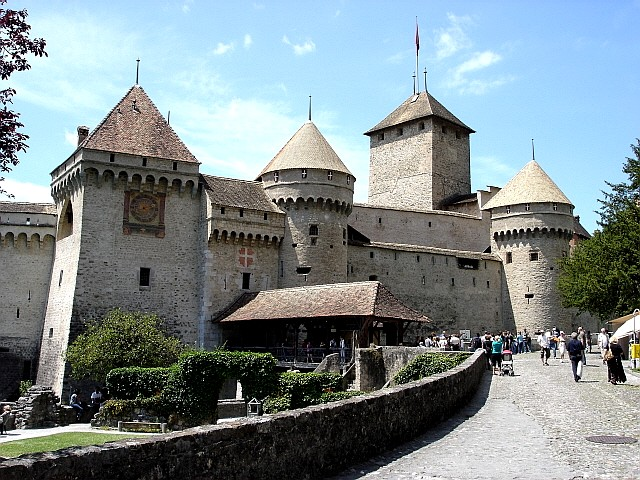
Front
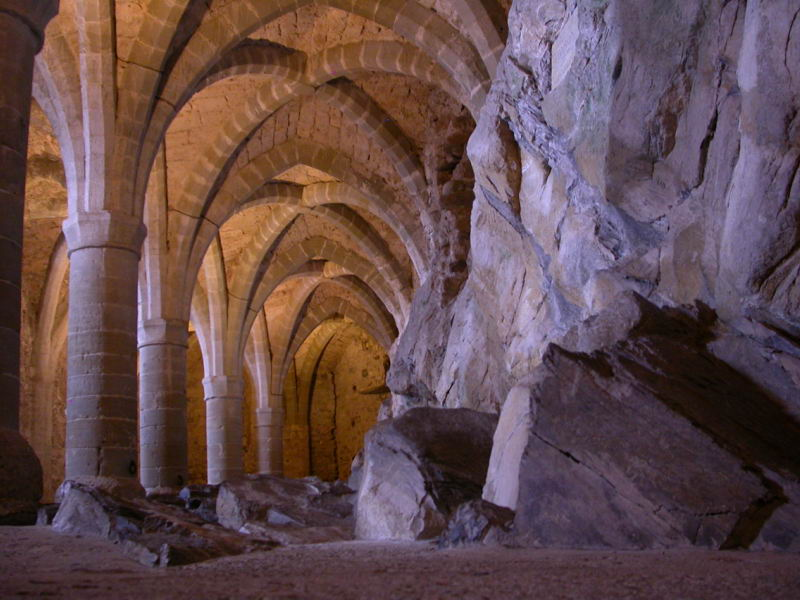
Chillon Castle crypt